# 上田泰己
上田 泰己（うえだ ひろき、1975年9月9日 - ）は、日本の生命科学者。東京大学大学院医学系研究科教授。理化学研究所生命機能科学研究センター合成生物学研究チームチームリーダー。学位は、医学博士（東京大学・2004年）。専門はシステム生物学・合成生物学で、概日時計などをテーマに生命の時間・空間・情報の解明に取り組む。

## 人物
1975年福岡県生まれ。2000年東京大学医学部医学科卒業、2004年同大大学院医学系研究科修了。2003年から理化学研究所にてシステムバイオロジー研究チームのチームリーダー、2009年からプロジェクトリーダー、2011年から生命システム研究センターのグループディレクターを経て、2013年より東京大学大学院医学系研究科教授。現在、理化学研究所・生命機能科学研究センター・チームリーダー、東京大学大学院情報理工学研究科・システム情報学専攻教授（兼担）、東京大学ニューロインテリジェンス国際研究機構主任教授（兼担）、大阪大学客員教授などを兼務。「細胞を創る」研究会会長（2008年）。JSTさきがけ「細胞機能の構成的な理解と制御」研究領域総括（2011年―2018年）。時間生物学会大会長（2015年）。日本学術会議若手アカデミー代表（2015年―2018年）。
日本イノベーター大賞・優秀賞（2004年）、東京テクノフォーラム21・ゴールドメダル（2005年）、文部科学大臣賞若手科学者賞（2006年）、日本IBM科学賞（2009年）、日本学術振興会賞（2011年）、塚原仲晃記念賞（2012年）、第15回山崎貞一賞（2015年）、第4回イノベーター・オブ・ザ・イヤー（2017年）、第50回市村学術賞功績賞（2018年）等を受賞。

## 研究
所謂、体内時計などの哺乳類の概日時計と睡眠・覚醒リズムをモデルとしながら、システム生物学的なアプローチを用いて一貫して時間生物学を展開してきた。哺乳類概日時計の転写回路を同定し、そこに遅れを持ったフィードバック構造モチーフが複数含まれていることを明らかにした。概日時計分野において未解明の問題であったシンギュラリティ現象（概日時計が真夜中の光を浴びると止まる現象）が、複数の概日時計細胞の脱同調で引き起こされることを発見した。さらに、概日時計の温度補償性（温度によらず概日周期が約24時間と一定である現象）が、温度によらないリン酵素反応で担われており、それが酵素内の温度依存的な2つのブレーキ機構（高温で基質との親和性の低下と生成物との親和性の増加）によって担われていることを解明した。
哺乳類の睡眠研究においては、カルシウムやその下流のリン酸化酵素CaMKIIα/βがノンレム睡眠の制御に重要な役割を果たしていることを発見し、睡眠のリン酸化仮説を初めて提唱した。また2つのムスカリン受容体（M1およびM3）がレム睡眠の制御に必須遺伝子であることを発見した。これらの研究の過程で発明した分子時刻法や、臓器・全身を透明化し全細胞解析を実現するCUBIC法は、現在世界中の研究者によって使われている。また、ノックアウトマウスやノックインマウスを交配を経ずに作成し、非侵襲的に表現型解析する次世代遺伝学の概念を、Triple-CRISPR法、ESマウス法、SSS法を確立することで具現化することに成功している。

## 略歴
- 1975: 福岡県福岡市生まれ
- 1991: 福岡市立香椎第1中学校卒業
- 1994: 久留米大学附設高等学校卒業
- 1997-1998: ソニーコンピュータサイエンス研究所 （CSL） 研究アシスタント。細胞シミュレーションシステムの開発
- 1998-2000: ERATO北野プロジェクト研究アシスタント。組織シミュレーションシステムの開発
- 1999-2000: 山之内製薬株式会社研究アシスタント。体内時計の発振機構のモデル化
- 2000: 東京大学医学部医学科卒業
- 2000-2002: 山之内製薬株式会社研究員。体内時計の同調機構のモデル化。ショウジョウバエ体内時計の発現解析
- 2002-2004: 山之内製薬株式会社研究員（グループリーダー）。哺乳類体内時計のシステム生物学研究
- 2003-2010: 理化学研究所 発生・再生科学総合研究センター システムバイオロジー研究チーム チームリーダー。哺乳類体内時計・体節時計のシステム生物学研究
- 2004: 東京大学大学院医学系研究科博士課程修了。博士（医学）
- 2004-2013: 理化学研究所 発生・再生科学総合研究センター 機能ゲノミクスサブユニット ユニットリーダー（兼任）
- 2009-2014: 理化学研究所 発生・再生科学総合研究センター システムバイオロジー研究プロジェクト プロジェクトリーダー
- 2011-2018: 理化学研究所 生命システム研究センター 細胞デザインコア コア長 合成生物学研究グループ グループディレクター
- 2018-現在: 理化学研究所 生命機能科学研究センター 合成生物学研究チーム チームリーダー
- 2005-2006: 東北大学加齢医学研究所 客員教授（兼任）
- 2005-現在: 徳島大学ゲノム機能研究センター客員教授（兼任）
- 2006-現在: 大阪大学大学院理学研究科 連携大学院招聘教授（兼任）
- 2008: 「細胞を創る」研究会 初代会長[39]
- 2009-2013: 京都大学大学院理学研究科 数学教室併任教授（兼任）
- 2010-2013: 国立遺伝学研究所 客員教授
- 2011: JSTさきがけ「細胞機能の構成的な理解と制御」研究領域総括[40]
- 2012-2013: 東京大学大学院医学系研究科 客員教授 （兼任）
- 2013-現在: 東京大学大学院医学系研究科 機能生物学専攻 システムズ薬理学教室 教授
- 2015: 日本学術会議若手アカデミー会議・代表[41]
- 2016-現在: 東京大学大学院情報理工学系研究科 システム情報学専攻 教授（兼担）
- 2017-現在: 東京大学国際高等研究所ニューロインテリジェンス国際研究機構 主任研究員（兼担）

## 受賞等
- 2001: ショウジョウバエ研究会 森脇大五郎 あたますっきり賞
- 2002: Sleep Research Society/SRBR Joint Meeting Travl Award
- 2004: 日本イノベーター大賞・優秀賞
- 2005: 東京テクノフォーラム21・ゴールドメダル[1][注釈 1]
- 2006: 文部科学大臣賞 若手科学者賞[2][注釈 2]
- 2006: Genome Technology “Tomorrow’s PI”
- 2007: 第5回日本時間生物学会 学術奨励賞
- 2009: 第23回日本IBM科学賞（コンピュータ・サイエンス分野）[3][注釈 3]
- 2011: 日本学術振興会賞[4][注釈 4]
- 2011: Changemakers of the year 2011
- 2011: 永瀬賞（フロンティアサロン）
- 2012: 塚原仲晃記念賞[5][注釈 5]
- 2015: 第15回山崎貞一賞（バイオサイエンス・バイオテクノロジー分野）[6][注釈 6]
- 2017: 第4回イノベーター・オブ・ザ・イヤー
- 2018: 第50回市村学術賞功績賞

## 著作

### 学位論文
- Systems biology on circadian rhythm. 博士論文(東京大学 甲第19260号). (2004-03-25)和文題名『概日リズムのシステム生物学』

### 共著・編著
- NHK「サイエンスZERO」取材班、上田泰己 編著『時計遺伝子の正体』NHK出版〈NHKサイエンスZERO〉、2011年2月。ISBN 978-4-14-081456-7。
- 竹内昌治、上田泰己 編集 編『細胞を創る・生命システムを創る ― 合成生物学が挑む生命機能の再構築と計算機シミュレーション, 医療・社会との関わり ―』羊土社〈実験医学増刊 Vol.29, no.7〉、2011年5月。ISBN 978-4-7581-0314-5。
- 西川伸一、倉谷滋、上田泰己『生物のなかの時間 ― 時計遺伝子から進化まで ―』PHP研究所〈PHPサイエンス・ワールド新書 047〉、2011年10月。ISBN 978-4-569-79935-3。
- 太田光、田中裕二、上田泰己『「体内時計」はいま何時? : システム生物学』講談社〈爆笑問題のニッポンの教養 : 爆問学問 21〉、2008年6月。ISBN 978-4-06-282616-7。
- 上田泰己『脳は眠りで大進化する』文藝春秋〈文春新書〉、2024年6月。ISBN 978-4-16-661454-7。

### 学会誌記事
- 上田泰己「遺伝子発現ネットワークのダイナミクス Rich-Travel-More」『人工知能学会誌』第20巻第3号、2005年5月、284-288頁。
- 上田泰己、小谷潔「システムバイオロジー最前線 ―体内時計の起源を探る―」『精密工学会誌』第77巻第2号、2011年、133-136頁。
- 岸野文昭、洲崎悦生、上田泰己「脳を透明にする」『生物物理』第55巻第3号、2015年、145-147頁。

## 放送出演
- 爆笑問題のニッポンの教養 「体内時計」はいま何時?（NHK、2007年12月11日放送）[42]
- 情熱大陸（毎日放送、2009年3月1日放送）[43]
- プロフェッショナル 仕事の流儀「若きプリンス、生命の謎に挑む 生命科学者・上田泰己」（NHK、2010年2月16日放送）[44]
- ツナガルカガク（NHK Eテレ、2010年5月3日放送）
- 又吉直樹のヘウレーカ!（NHK Eテレ、2018年4月18日）